# Zeluroides mexicanus
Zeluroides mexicanus är en insektsart som beskrevs av Lent och Peter Wolfgang Wygodzinsky 1948. Zeluroides mexicanus ingår i släktet Zeluroides och familjen rovskinnbaggar. Inga underarter finns listade i Catalogue of Life.